# Adélaïde Labille-Guiard
Adélaïde Labille-Guiard (Parigi, 11 aprile 1749 – Parigi, 24 aprile 1803) è stata una pittrice francese. Considerata come uno dei migliori ritrattisti del suo tempo, entrò all'Académie royale de peinture et de sculpture nel 1783 insieme a Élisabeth Vigée Le Brun. Il 10 agosto 1787 il re la nominò peintre des Princesses royales.

## Biografia
Adélaïde Labille nacque 11 aprile 1749 a Parigi. La madre, Marie-Anne Saint-Martin, aveva sposato un mercante di moda appartenente alla piccola borghesia, Claude-Edme Labille, insieme avevano avuto otto figli e Adélaïde era l'ultimogenita. Dei numerosi fratelli e sorelle sopravvissero solo in 3, Victoire, che rimase nubile, Félicité, che si sposò ma non ebbe figli e naturalmente lei. Il padre non curò la formazione scolastica delle figlie, cosa frequente all'epoca, ma le permise di formarsi presso lo studio adiacente al suo atelier di moda. Lo studio era di proprietà di François-Élie Vincent, amico di famiglia specializzato nella realizzazione di ritratti e miniature, il cui figlio primogenito, François-André Vincent, diventerà poi a sua volta professore della giovane artista e in seguito il suo secondo marito.
François-Élie Vincent era professore all'Académie de Saint-Luc e nel 1765 ne divenne anche consigliere. Fiducioso nelle doti artistiche dell'allieva, la fece diventare membro dell'accademia. Non si conosce la data esatta della nomina ma il certificato di matrimonio con Louis-Nicolas Guiard, un impiegato del Receveur général du Clergé (colui che raccoglieva le imposte per la chiesa francese), del 25 agosto 1769 la identifica come tale. Il matrimonio con Guiard, benché infelice, durò circa 10 anni.
Donna di carattere, Adélaïde Labille, insistette anche dopo il matrimonio per approfondire la sua arte, e divenne allieva di Maurice Quentin de la Tour, uno dei più noti ritrattisti del suo tempo che lavorava con la tecnica a pastello, e che aveva il suo studio non lontano da casa sua. Nello studio di Quentin de la Tour, conobbe Alexander Roslin, anche lui poi divenuto celebre ritrattista. Roslin, uomo di ampie vedute, riteneva che le donne possedevano le stessi dote artistiche degli uomini e fu lui che la nominò membro dell'Académie royale de peinture et de sculpture nel 1783.

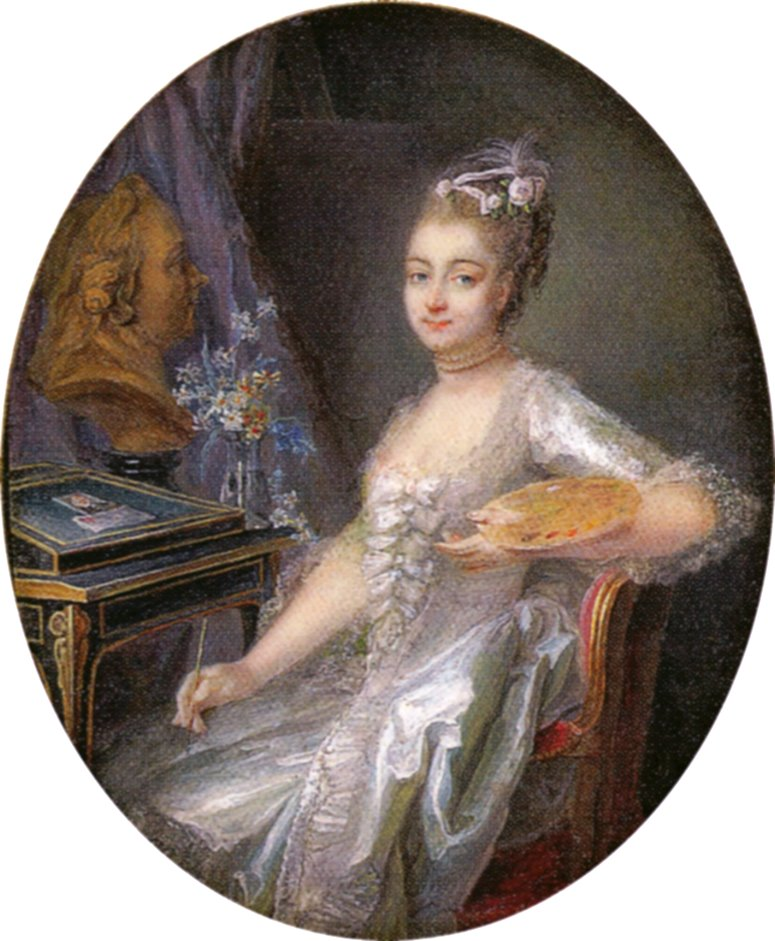
Autoritratto di Adélaide Labille-Guiard (1774)

Il 1774 fu un anno importante perché espose per la prima volta al pubblico i suoi ritratti, grazie alla mostra organizzata dall'Académie de Saint-Luc. Si trattò del ritratto a pastello di un magistrato e Miniatura di una dama (un suo autoritratto). Quell'anno espose anche Élisabeth Vigée-Lebrun e da quel momento in poi i critici paragonarono sempre il lavoro delle due artiste, presentandole come antagoniste.
L'editto del 1777 soppresse la corporazione degli artisti e l'Académie de Saint-Luc venne chiusa, favorendo l'ascesa definitiva dell'Académie royale de peinture et de sculpture. La formazione degli artisti fu completamente trasformata e si passò dalla formazione in studio, agli studi teorici, incentrati sul disegno di corpi maschili nudi, che richiamava l'arte classica. Questo nuovo approccio fu di grave ostacolo alla formazione delle artiste donne che non potevano assistere ai corsi. L'Accademia contava circa 200 artiste donne mentre l'Accademia si limitò a una quindicina di membri femminili.
Nel 1776 Adélaïde Labille iniziò a formarsi alla pittura a olio presso François-André Vincent, suo amico d'infanzia che era rientrato in Francia dopo aver soggiornato a lungo in Italia. La pittrice desiderava infatti entrare all'Accademia ma per candidarsi, doveva presentare un'opera ad olio. La frequentazione assidua dei due artisti lì avvicinò molto e spinse Labille a chiedere la separazione dei beni con il marito, separazione che ottenne di comune accordo il 27 luglio 1779. Il divorzio invece fu pronunciato solo nel 1793 dopo la riforma del codice civile.

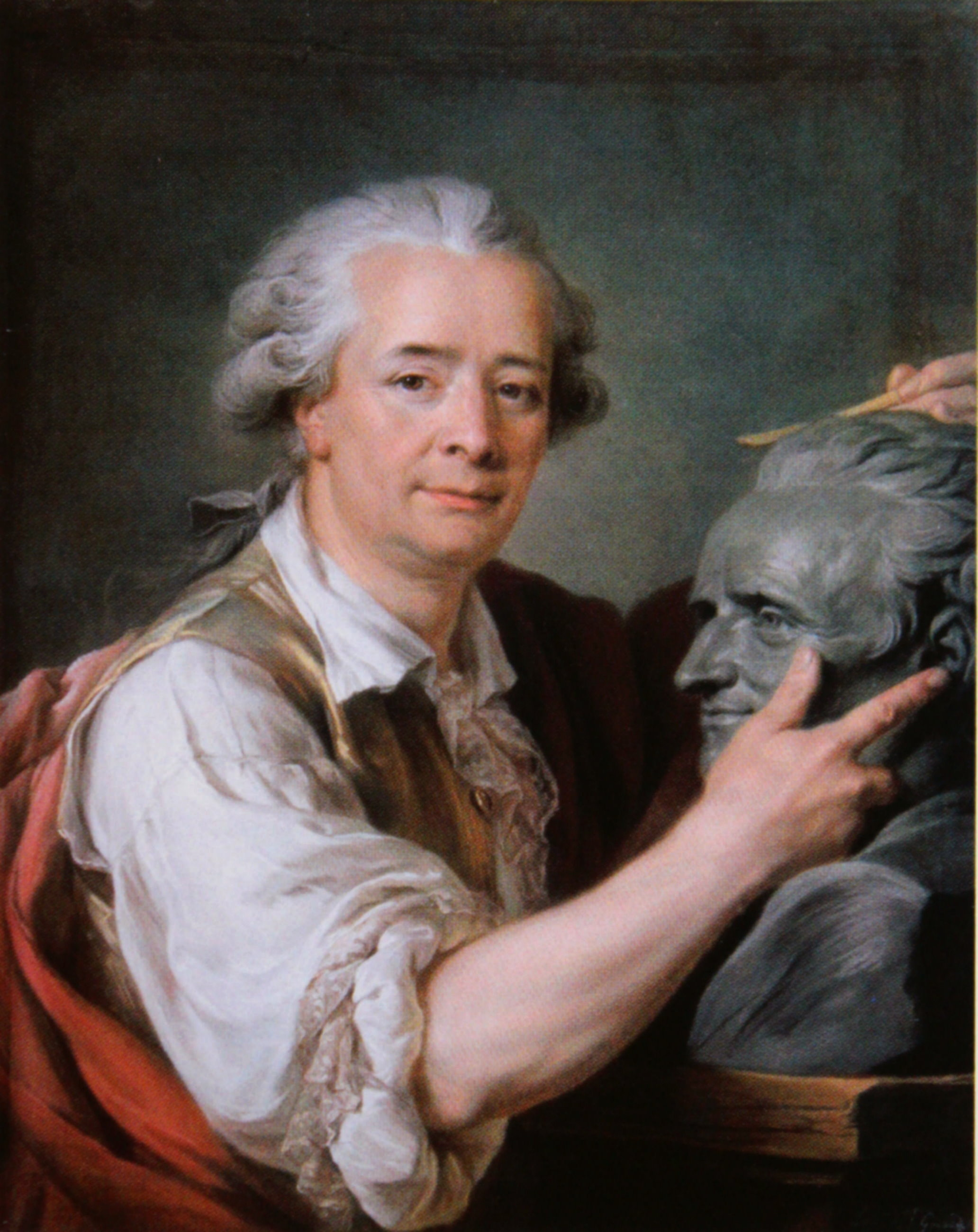
Augustin Pajou

Nel 1779 Pahin de La Blancherie aveva creato un Salone permanente, chiamato il Salon de la Correspondance, un salone ibrido fra un salotto letterario, musicale e un luogo di esposizione, dove gli artisti potevano riunirsi. Il 1º maggio 1782 ci fu la prima esposizione del Salon de la Correspondance dove Labille-Guiard espose i suoi primi quadri a olio e nel mese di giugno presentò anche un suo autoritratto. In quei mesi realizzò anche il ritratto di Augustin Pajou, celebre scultore, ottenedo numerose critiche positive. La sua carriera era ormai consolidata e nel 1783 entrò all'Accademia Reale contemporaneamente a Élisabeth Vigée Le Brun.
Seguirono numerose commissioni di ritratti di personaggi famosi e appartenenti alla nobilità. Particolarmente noto è quello di Madame Adélaïde, figlia di Luigi XV e zia di Luigi XVI, che nel 1787 le valse il titolo di peintre des Princesses royales.

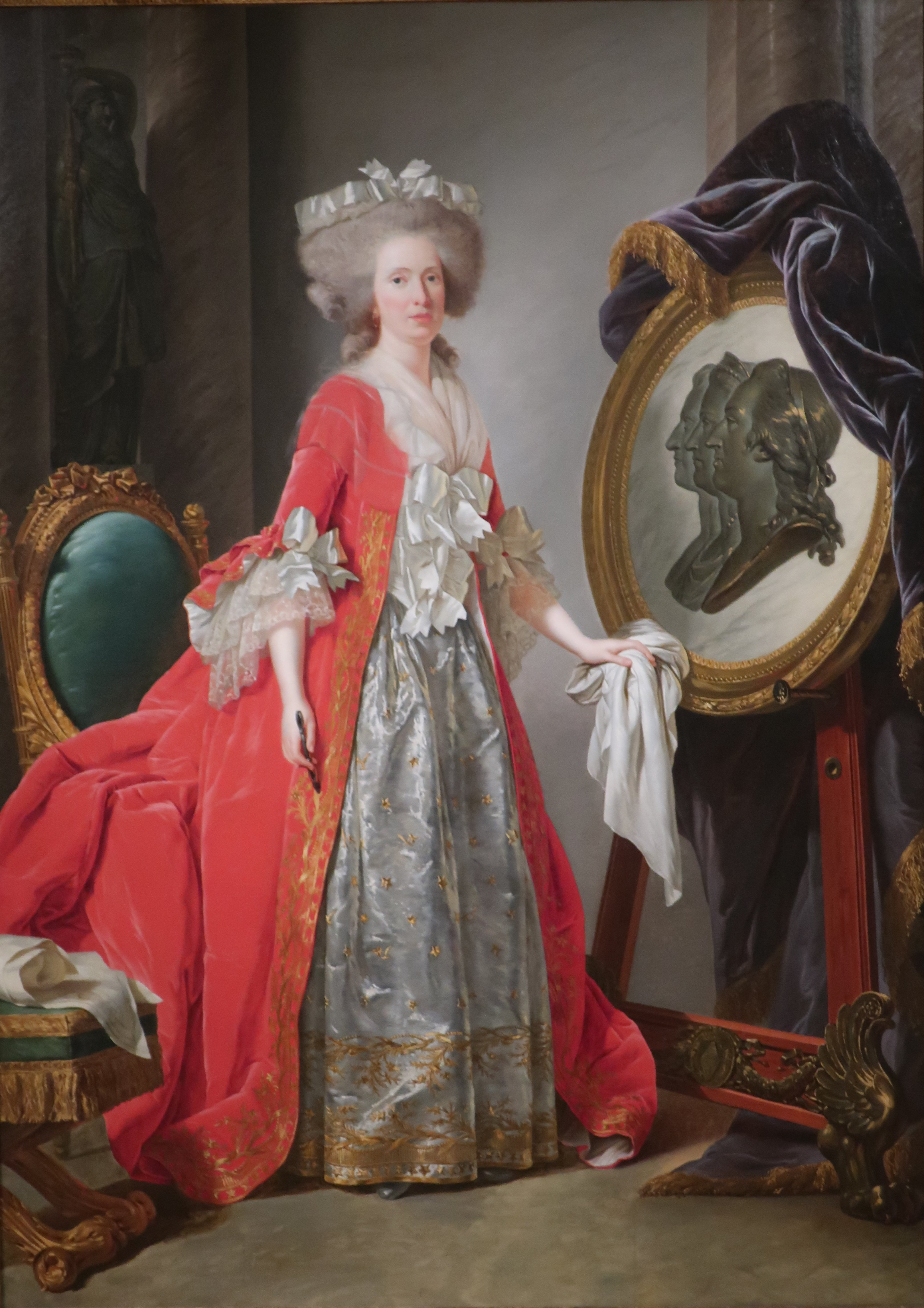
Madame Adélaïde

 In quegli anni aprì anche un atelier di pittura riservato alle ragazze, fra le sue allive ci fu anche Marie-Gabrielle Capet con la quale instaurò una profonda amicizia e che rappresentò nel suo famoso quadro Autoritratto con due allieve, considerato una delle sue opere più importanti.
Allo scoppio della Rivoluzione francese continuò ad essere ammirata e rispettata, tanto che persino Talleyrand e Robespierre vollero essere ritratto da lei nel 1791. Nel 1792, anno di grandi turbolenze si ritirò con le due fedeli allieve in campagna a Pontault-Combault dove aveva comprato una proprietà insieme a François-André Vincent e vi rimase fino dopo la fine del periodo del terrore.
Nel 1795 Joachim Lebreton, responsabile per i musei dell'educazione pubblica, accordò un appartmento al palazzo del Louvre oltre a una pensione di 2000 livre. Grazie al suo sostegno ricominciò a dipingere e esporre, in particolare al Salone del 1975 fino al 1800, anno in cui si sposò con Vincent (8 giugno 1800). Morì a 54 anni dopo circa 2 mesi di grosse sofferenze.